# Міст Баодай
Баодай, Баодайцяо (кит.: 宝 带 桥, «Міст дорогоцінного поясу») — старовинний арковий міст, перекинутий через Великий китайський канал поблизу міста Сучжоу в провінції Цзянсу.

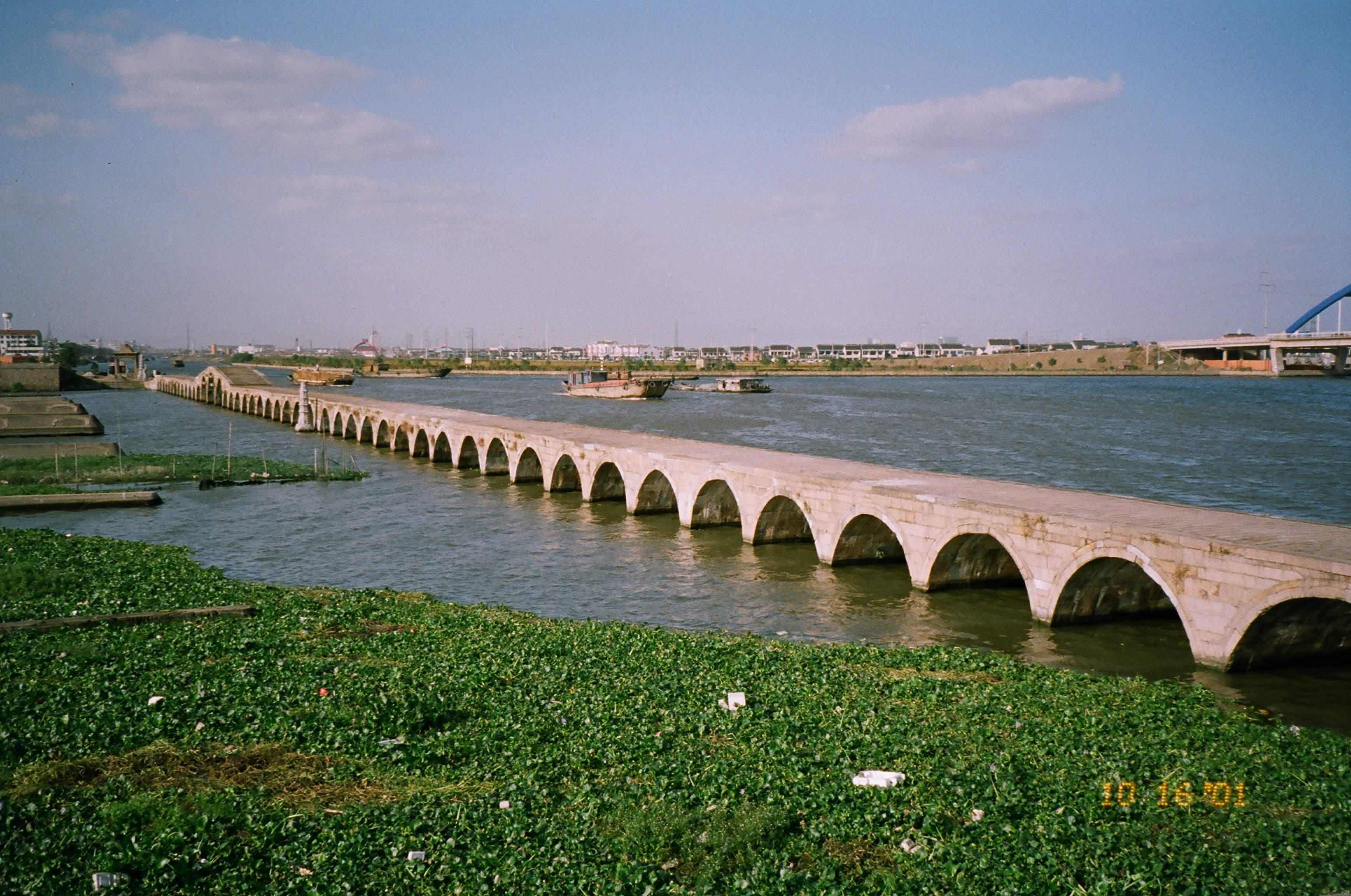
Міст Баодай

Вперше споруджений при династії Тан в 816, за переказами — на кошти, пожертвувані місцевим чиновником від продажу свого дорогоцінного пояса. Нині існуючий міст був закінчений в 1446.
Відмітна риса моста — три піднятих центральних прольоти, через які пропливали човни з вантажем. Міст має довжину 317 метрів при ширині 4,1 м і складається з 53 арочних прольотів.